# Napięciowy poziom ochrony
Napięciowy poziom ochrony - jest to wartość większa od największej wartości zmierzonej napięć ograniczania, pod którym to terminem rozumie się największą wartość napięcia pojawiającego się na zaciskach urządzenia ograniczającego przepięcie w trakcie doprowadzania udarów o określonych kształtach i wartościach.